# الدورات الرياضية العربية المدرسية
6الدورات الرياضية العربية المدرسية هي حدث رياضي يقام مرة كل سنتين، يجمع طلبة المدارس في الدول العربية تحت رعاية جامعة الدول العربية، ويشمل مسابقات رياضية فردية وجماعية لكلا الجنسين ممن لا تزيد اعمارهم على (21) سنة وتجري كل دورة في فترة زمنية لاتقل عن عشرة أيام ولا تزيد على خمسة عشر يوما.

## تاريخ الدورة
انطلقت الدورة لأول مرة عام 1949 في العاصمة اللبنانية بيروت باتفاق جرى بين وزراء المعارف والتربية في الدول العربية، ونظمت على اثر ذلك اربع دورات في بيروت 1949 والقاهرة 1951 ودمشق 1952 وبحمدون 1954، لتتوقف الدورة بعد ذلك.
في عام 1961 وأثناء انعقاد الدورة الاعتيادية الخامسة والثلاثين للجامعة العربية، صدر القرار رقم (1763) في 1/4/1961 القاضي باقامة الدورة الرياضية العربية المدرسية من جديد تحت اشراف وتمويل الجامعة العربية، وتقرر ان تستضيفها دولة الكويت في العام التالي قبل أن يتم تاجيلها إلى عام 1963، وقد اعتبرت تلك الدورة بمثابة النسخة الأولى للالعاب دون الاخذ بالاعتبار للدورات التي اقيمت قبل ذلك التاريخ.
بعد ذلك لم تتقدم أي دولة عربية لاستضافة النسخة الثانية عام 1964، غير ان ترقيم الدورات بقي نفسه، وفي عام 1966 نظمت دمشق النسخة الثالثة، وكان من المقرر ان يستضيف العراق النسخة الرابعة عام 1968 لكن ظروف البلاد اجلت اقامتها إلى عام 1971 عندما استضافتها بغداد، لتنتظم بعد ذلك الدورة.
فجرت الدورة الخامسة في بيروت 1973 والتي شهدت أول مشاركة للطالبات العربيات، والسادسة في الإسكندرية 1975، والسابعة في طرابلس 1977، والثامنة في مقديشو 1979، قبل أن تعود الدورة من جديد إلى التوقف، حتى نظمت تونس النسخة التاسعة عام 1986، لتتوقف الدورة مجددا ويفشل تنظيم الدورتين العاشرة والحادية عشرة لكن ترتيب الدورات بقي نفسه.
لتستضيف الدار البيضاء النسخة الثانية عشر في عام 1998. فيما لم تجر النسخة الثالثة عشرة كما كان مقررا لها عام 2000، وفي عام 2002 استضافت بيروت نسختها الرابعة عشرة وعادت الدورة للانتظام، فجرت النسخة الخامسة عشرة في جدة 2004 والسادسة عشرة في الجزائر 2006 والسابعة عشرة في عمان 2008 والثامنة عشرة في بيروت 2010 والتاسعة عشرة في الكويت 2012، وبعملية حسابية بسيطة يكون عدد الدورات التي اقيمت فعلا هو (15) دورة منذ اشراف الجامعة العربية تضاف إليها الدورات الاربع السابقة، فيصبح العدد (19) وهو الرقم التسلسلي الصحيح للدورة أيضا

## الدورات قبل اعتراف الجامعة العربية
انطلقت الدورة المدرسية الأولى في عام 1949 في العاصمة اللبنانية بيروت بمشاركة اربع دول هي لبنان ومصر وسوريا والعراق، تنافسوا في ثلاث العاب جماعية هي كرة القدم والسلة والطائرة، بعد اتفاق جرى بين وزراء التربية والمعارف في الدول المذكورة. ! واستضافت العاصمة المصرية القاهرة النسخة الثانية عام 1951 بمشاركة نفس الدول، فيما جرت النسخة الثالثة في العاصمة السورية دمشق بعد عام من ذلك، وجرت النسخة الرابعة في بحمدون في لبنان عام 1954، وهي اخر دورة تجري دون اشراف الجامعة العربية، حيث توقفت الألعاب بعد ذلك لتسعة اعوام قبل أن يعاد احياؤها مرة أخرى،
الجدول التالي يوضح عدد الدول المشاركة في كل دورة وعدد الألعاب: 
| الدورة  | المدينة والبلد | عدد الدول | عدد الألعاب | السنة |
| ------- | -------------- | --------- | ----------- | ----- |
| الأولى  | بيروت –لبنان   | 4         | 3           | 1949  |
| الثانية | القاهرة –مصر   | 4         | 4           | 1951  |
| الثالثة | دمشق –سوريا    | 3         | 5           | 1952  |
| الرابعة | بحمدون –لبنان  | 5         | 6           | 1954  |

## الدورات بعد اعتراف الجامعة العربية
في الأول من نيسان أبريل عام 1961 وأثناء الدورة الاعتيادية رقم (35) للجامعة العربية في مقر الجامعة بالقاهرة صدر القرار المرقم (1763) القاضي باقامة الدورة الرياضية العربية المدرسية، ليعاد احياء الألعاب من جديد ولكن تحت اشراف وتمويل جامعة الدول العربية. حيث تقرر ان تستضيف دولة الكويت النسخة الأولى في نوفمبر من عام 1962، غير ان الموعد تاجل إلى نوفمبر من العام التالي، حيث انطلقت الدورة المدرسية الأولى في دولة الكويت عام 1963 بمشاركة الرياضيين من (13) دولة عربية تنافسوا في ست العاب! وكان من المقرر ان تجري النسخة الثانية في عام 1964 لكن عدم تقديم أي دولة عربية لطلب الاستضافة أدى إلى عدم قيام الدورة لكنها احتفظت بتسلسلها الثاني، ! في عام 1966 استضافت سوريا النسخة الثالثة وشارك فيها ثمان دول عربية! ووقع الاختيار على العراق لتنظيم النسخة الرابعة عام 1968، وهو المشروع الذي تاخر تطبيقه إلى عام 1971 الذي استضافت فيه بغداد الألعاب، وفي عام 1973 استضافت بيروت الدورة والتي سمح فيها للإناث بالمشاركة بعد أن كانت الدورة مقتصرة على الذكور، وبعد عامين استضافت الإسكندرية النسخة السادسة للالعاب والتي كانت الأكبر في عدد الدول المشاركة والذي بلغ (19) دولة، تلتها طرابلس الغرب في عام 1977. ثم العاصمة الصومالية مقديشو عام 1979 في النسخة الثامنة، لتتوقف الألعاب خلال حقبة الثمانينيات، عدا تنظيم تونس للنسخة التاسعة، لتعود الدورة إلى التوقف مرة ثانية، حيث فشلت الجهود في تنظيم الدورتين العاشرة والحادية عشرة، رغم احتفاظهما بتسلسلهما. ثم نظمت الدار البيضاء المغربية النسخة الثانية عشرة، ولم تجر النسخة الثالثة عشرة عام 2000، غير ان الدورة استمرت في صراعها المستميت من أجل البقاء والاستمرار ليصيبها الانتظام أخيرا، فنظمت بيروت النسخة الرابعة عشرة عام 2002، وفي عام 2004 استضافت مدينة جدة السعودية واحدة من أكبر وانجح الدورات المدرسية، تلتها الجزائر في عام 2006، وعمان في 2008، ثم بيروت عام 2010 والكويت عام 2012.
الجدول التالي يوضح تفاصيل الدورات المدرسية اعتبارا من نسختها الأولى: 
| الدورة       | المدينة والبلد       | عدد الدول | عدد الألعاب | السنة                       |
| ------------ | -------------------- | --------- | ----------- | --------------------------- |
| الأولى       | الكويت –الكويت       | 13        | 6           | 8 نوفمبر إلى 15 نوفمبر 1963 |
| الثانية      | لم تنظم              | -         | -           | -                           |
| الثالثة      | دمشق –سوريا          | 8         | 6           | 1966                        |
| الرابعة      | بغداد –العراق        | 8         | 6           | نوفمبر 1971                 |
| الخامسة      | بيروت –لبنان         | 13        | 6           | 1 سبتمبر إلى 10 سبتمبر 1973 |
| السادسة      | الإسكندرية-مصر       | 19        | 8           | 1975                        |
| السابعة      | طرابلس-ليبيا         | 14        | 9           | 8 أكتوبر إلى 21 أكتوبر 1977 |
| الثامنة      | مقديشو-الصومال       | 8         | 9           | 1979                        |
| التاسعة      | تونس-تونس            | 12        | 9           | 1986                        |
| العاشرة      | لم تنظم              | -         | -           | -                           |
| الحادية عشرة | لم تنظم              | -         | -           | -                           |
| الثانية عشرة | الدار البيضاء–المغرب | 11        | 4           | 1998                        |
| الثالثة عشر  | لم تنظم              | -         | -           | -                           |
| الرابعة عشر  | بيروت-لبنان          | 15        | 6           | 25 أغسطس إلى 6 سبتمبر 2002  |
| الخامسة عشر  | جدة-السعودية         | 17        | 6           | 1 سبتمبر إلى 14 سبتمبر 2004 |
| السادسة عشر  | الجزائر-الجزائر      | 16        | 7           | 1 سبتمبر إلى 13 سبتمبر 2006 |
| السابعة عشر  | عمان-الأردن          | 17        | 8           | 20 أغسطس إلى 1 سبتمبر 2008  |
| الثامنة عشر  | بيروت-لبنان          | 14        | 8           | 25 يوليو إلى 5 أغسطس 2010   |
| التاسعة عشر  | الكويت-الكويت        | 12        | 9           | 5 سبتمبر إلى 15 سبتمبر 2012 |

## روابط داخلية
- الدورة المدرسية السادسة عشر 2006
- الدورة المدرسية السابعة عشر 2008
- الدورة المدرسية الثامنة عشر 2010
- الدورة المدرسية التاسعة عشر 2012